# Shingletown
Shingletown és una concentració de població designada pel cens dels Estats Units a l'estat de Califòrnia. Segons el cens del 2000 tenia 2.222 habitants.

## Demografia
Segons el cens del 2000, Shingletown tenia 2.222 habitants, 913 habitatges, i 677 famílies. La densitat de població era de 34,8 habitants/km².
Dels 913 habitatges en un 26,8% hi vivien nens de menys de 18 anys, en un 62,3% hi vivien parelles casades, en un 7,9% dones solteres, i en un 25,8% no eren unitats familiars. En el 21,7% dels habitatges hi vivien persones soles el 9% de les quals corresponia a persones de 65 anys o més que vivien soles. El nombre mitjà de persones vivint en cada habitatge era de 2,43 i el nombre mitjà de persones que vivien en cada família era de 2,8.
Per edats la població es repartia de la següent manera: un 23,1% tenia menys de 18 anys, un 4% entre 18 i 24, un 21,2% entre 25 i 44, un 29% de 45 a 60 i un 22,6% 65 anys o més.
L'edat mediana era de 46 anys. Per cada 100 dones de 18 o més anys hi havia 98,4 homes.
La renda mediana per habitatge era de 32.813 $ i la renda mediana per família de 40.789 $. Els homes tenien una renda mediana de 50.000 $ mentre que les dones 26.758 $. La renda per capita de la població era de 16.303 $. Entorn del 10,3% de les famílies i el 12,6% de la població estaven per davall del llindar de pobresa.

## Poblacions més properes
El següent diagrama mostra les poblacions més properes.